# Stare Zalbki
Stare Zalbki – część dzielnicy administracyjnej Zielona Górka w Olsztynie. Od początku lat 70. XX w. znajdował się tutaj PGR oraz baza transportowa POZH Olsztyn zajmująca się przewozem zwierząt hodowlanych, przede wszystkim do Włoch. Po upadku przedsiębiorstwa w połowie lat 90. teren został sprywatyzowany i rozpoczęła się budowa największej w Olsztynie dyskoteki „Power Horse Center”, która następnie przekształciła się w popularny klub „Cosmo”. Po kilkuletniej działalności klub został zamknięty. Obecnie na pobliskim placu odbywa się szkolenie młodych kierowców. Jedyną ulicą, którą można dostać się na to osiedle, jest ulica Zimowa.

## Położenie geograficzne
Stare Zalbki znajdują się w północno-wschodniej części Olsztyna. Od północy otacza je rzeka Wadąg i jezioro o tej samej nazwie. Na terenie osiedla znajdują się dwa niewielkie stawy położone po obydwu stronach ulicy Zimowej. Cały teren osiedla otoczony jest polami.